# إسكندر مودا

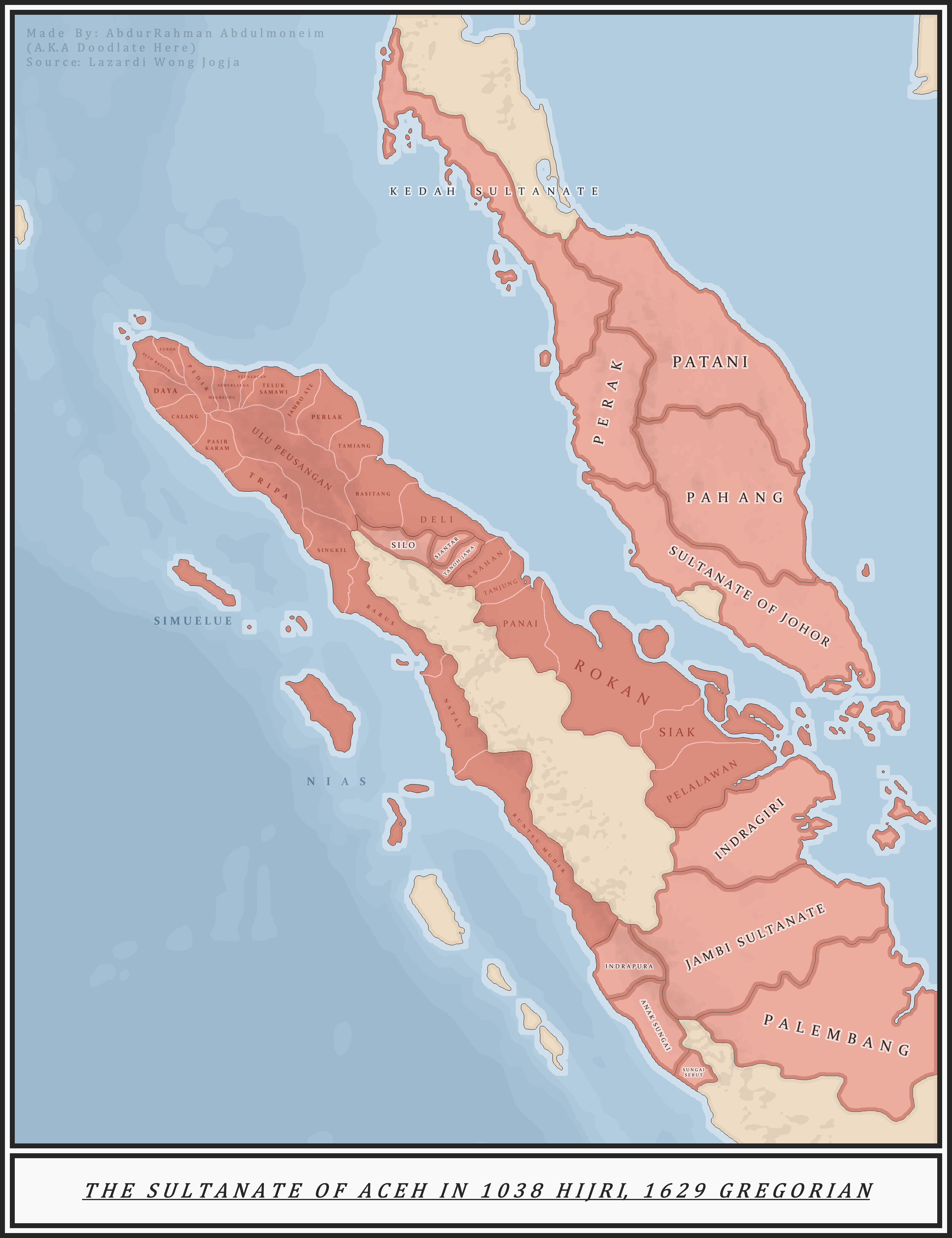
خريطة سلطنة آتشيه وتوابعها في أقصى اتساعها في عهد السلطان اسكندر مودا

إسكندار مودا (Iskandar Muda) (1583? – ديسمبر 27، 1636) كان سلطان آتشيه الثاني عشر، التي حققت السلطنة في حكمه أكبر امتداد إقليمي، وكانت أقوى قوة وأغنى ولاية في غربي أرخبيل إندونيسيا ومضيق ملقا. وحرفيًا اسم «إسكندار مودا» يعني «الإسكندر الصغير»، وعادة ما كانت تقارن غزواته بغزوات الإسكندر الأكبر. وبالإضافة إلى غزواته البارزة، اشتهرت آتشيه كمركز إسلامي للعلم والتجارة خلال فترة حكمه لها.

## الفتوحات

غزوة إسكندار مودا، 1608-1637.

تمخضت انتصارات إسكندار مودا عن قوته العسكرية. واحتوت قواته المسلحة على بحرية من القوادس الثقيلة، كلٍ بـ600-800 رجل، وسلاح فرسان باستخدام الأحصنة الفارسية، وفيالق الأفيال، وقوات مشاة مجندة إجباريا، وأكثر من 2000 مدفع وسلاح (من أصول سومطرية وأوروبية). وبمجرد توليه السلطة، بدأ بتقوية السيطرة على شمالي سومطرة. وفي 1612 قام بغزو ديلي، وفي 1613 آرو وجوهر. وبعد غزو جوهر، تم إحضار سلطانها، علاء الدين رعاية شاه الثالث، وأعضاء آخرين من العائلة الملكية إلى آتشيه، جنبًا إلى جنب مع جماعات التجار من شركة الهند الشرقية الهولندية. مع ذلك، استطاعت جوهر طرد الحامية الآتشيه بعد ذلك بعام، ولم يستطع إسكندار مودا بعدها أن يفرض سلطة دائمة على المنطقة. وقامت مدينة جوهر ببناء علاقات تحالف مع فهغ، فلمبان، جمبي، إندراجري، كامبار وساياك ضد آتشيه.
واستمرت حملات إسكندار مودا، مع أنه لم يستطع هزيمة الأسطول البرتغالي عند بينتان في 1614 وفي 1617 قام بغزو فهغ وحمل سلطانها أحمد سياح إلى آتشيه، محققًا بذلك موطئ قدم إلى شبه الجزيرة الملاوية. وتبع هذه الغزوة غزو قدح في 1619، التي أصبحت فيها العاصمة خرابًا، وتم جلب الناجين إلى آتشيه. وحصل غزو مماثل لبراق في 1620، عندما أسر 5,000 شخص وتُرِكوا للموت في آتشيه. وقام مجددًا بالهجوم على جوهر في 1623 وأخذ نياس في 5/1624 وعند هذه النقطة هددت قوة آتشيه الاحتلال البرتغالي لـملقا. في 1629، أرسل عدة مئات من السفن للهجوم على ملقا، ولكن المهمة فشلت فشلًا ذريعًا. وطبقًا للمصادر البرتغالية، تم تدمير كل سفنه والقضاء على 19,000 رجل معها. وبعد هذه الخسارة، قام إسكندار مودا بإطلاق حملتين أخريين فقط، في 1/1630 و1634، كلتاهما لإخماد ثورات فهغ. واستطاعت سلطنته إبقاء السيطرة على شمالي سومطرة، ولكن لم يقدر على الفوز بالسيادة في المضيق، أو توسيع السلطنة إلى المنطقة الغنية المنتجة للفلفل لامبونغ على الجزء الجنوبي من الجزيرة، والذي كان تحت سيطرة سلطنة بنتن.

## الاقتصاد والإدارة
كانت تجارة التوابل هي الأساس الاقتصادي للسلطنة، خاصة الفلفل الأسود. وكانت الأسباب الرئيسية للنزاع العسكري، النزاعات بين آتشيه وجوهر وملقا البرتغالية، بالإضافة إلى الموانئ العديدة المنتجة للفلفل في نطاق السلطنة. ومن الصادرات الأساسية الأخرى القرنفل وجوزة الطيب، بالإضافة إلى الحضض، التي تجاوزت خصائصها المخدرة الحظر الإسلامي للكحول. والصادرات، التي شجعها سلاطين الدولة العثمانية كبديل للطريق الذي يسيطر عليه «غير المسلمين» (أي، البرتغاليون) حول إفريقيا، مما أضاف إلى ثروة السلطنة. واتخذ إسكندار مودا أيضًا قرارات اقتصادية حكيمة دعمت النمو، مثل نسب منخفضة للفائدة والاستعمال الموسع للعملات الذهبية الصغيرة (ماس). وبالرغم من ذلك، مثلها مثل السلطنات الآخرى في المنطقة، فقد واجهت مشاكل في إخضاع مزارع المناطق النائية على إنتاج فائض غذائي كاف للجيش والنشاطات التجارية للعاصمة. وبالفعل، فإن أحد أهداف حملات إسكندار مودا هي جلب أسرى حرب يمكنهم العمل كـعبيد في الإنتاج الزراعي.
ومن أسباب نجاح إسكندار مودا، بخلاف السلاطين الأضعف الذين سبقوه ولحقوه، كانت قدرته على إخضاع نخبة آتشيه، المعروفين باسم أورانج كايا («الرجال الأقوياء»). ومن خلال الاحتكار الملكي للتجارة، أصبح قادرًا على إخضاعهم لإرادته. وأجبر الأورانج كايا على حضور المحاكمات حيث يمكن الإشراف عليهم، حيث كانوا ممنوعين من بناء منازل مستقلة، قد تستخدم لأغراض عسكرية أو لتخزين المدافع. وكان يبحث في خلق طبقة جديدة من النبلاء مكونة من“قادة الحرب” (باللغة الملايوية: hulubalang؛ الآتشيه: uleëbalang)، الطبقة التي أعطاها أحياء (mukim) في حيازة الإقطاعية. ومع ذلك، فبعد حكمه، غالبًا ما دعمت هذه النخبة السلاطين الأضعف، بغرض الإبقاء على استقلالهم الذاتي. وبحث أيضًا في تبديل الأمراء الآتشيه بالموظفين الملكيين الرسميين المدعوين بـ أنجاليما، الذين اضطروا إلى تسليم تقرير سنوي، وكانوا عرضة للتقييم الدوري. وتم عمل حرس نخبة للقصر، يتكون من 3,000 امرأة. ومرر إصلاحات قانونية صنعت شبكة من المحاكم المطبِّقة للفقه الإسلامي. وأصبح نظامه للقانون والإدارة نموذجًا للولايات الإسلامية الأخرى في إندونيسيا.
ولُطِّخت فترة حكم إسكندار مودا بقدر من الوحشية على الأفراد غير المطيعين. ولم يتردد كذلك في إعدام الأفراد الأغنياء ومصادرة ثرواتهم. وكانت عقوبات المخالفات شنيعة؛ فقد ذكر زائر فرنسي في العشرينيات من القرن السابع عشر بالقول «كان الملك يأمر كل يوم بقطع الأنوف، وفقأ الأعين، والإخصاء، وقطع الأرجل، أو اليدين، الأذنين، وتشويه أعضاء أخرى، وعادة من أجل أمور صغيرة للغاية.» وأمر بقتل ابنه، وعين زوج ابنته، ابن سلطان فهغ المسجون، خليفة له، إسكندر الثاني.

## الثقافة
خلال حكم إسكندار مودا، توافد البارزون من أهل العلم المسلمين إلى آتشيه وجعلوا منها مركزًا للعلم الإسلامي. وفضَّل إسكندار مودا تقاليد الصوفية للصوفي حمزة بانشوري (Hamzah Pansuri) وشمس الدين الباساوي (Syamsuddin of Pasai)، اللذين سكنا في بلاط آتشيه. وتمت ترجمة أعمال هؤلاء الكتاب إلى اللغات الإندونيسية الأخرى، وكان لها تأثير معقول في أرجاء شبه الجزيرة. وتم لاحقًا التنديد بأفكارهم الهرطقية على يد نور الدين الريناري (Nuruddin ar-Raniri)، الذي وصل إلى بلاط آتشيه خلال حكم إسكندار الثاني، وتم الأمر بحرق كتبهم.
وسجل Hikayat Aceh («قصة آتشيه») تمت كتابته على الأغلب خلال حكم إسكندار مودا، مع العلم بأن البعض يؤرخونه في وقت لاحق. وهو يصف تاريخ السلطنة ويمجد إسكندار مودا في شبابه. ومن الواضح أنه مستوحى من كتاب أكبر الفارسي للإمبراطور المغولي جلال الدين أكبر.

## الإرث
من بين سكان آتشيه، يتم تبجيل إسكندار مودا كبطل ورمز من عظمة آتشيه الفائتة. وبعد وفاته، حصل على لقب Po Teuh Meureuhom، الذي يعني «سيدنا المحبوب الراحل»، أو "Marhum Mahkota Alam".
وله العديد من المباني والهياكل في وبالقرب من باندا آتشيه مسماة على اسمه، منها مطار إسكندار مودا وقاعدة طيران إسكندار مودا الحربية. وكودام إسكاندرا مودا (Kodam Iskandar Muda) هو اسم قيادات المناطق العسكرية المشرفة على إقطاعية آتشيه.